# Huepaco, Sonora
Huepaco är en ort i Mexiko.   Den ligger i kommunen Huatabampo och delstaten Sonora, i den västra delen av landet, 1 400 km nordväst om huvudstaden Mexico City. Huepaco ligger 8 meter över havet och antalet invånare är 155.
Terrängen runt Huepaco är mycket platt. Runt Huepaco är det ganska tätbefolkat, med 67 invånare per kvadratkilometer. Närmaste större samhälle är Huatabampo, 4,9 km nordost om Huepaco. Trakten runt Huepaco består till största delen av jordbruksmark.